# Tanaka Ōdō
Tanaka Odo (田中王堂 Ōdō Tanaka?, 24 de enero de 1868 – 9 de mayo de 1932) fue un filósofo y crítico japonés que promovió la filosofía occidental del pragmatismo en Japón.

## Vida y carrera
Después de aprender inglés, en 1889 fue enviado a Estados Unidos a estudiar. Primero asistió al College of the Bible, un seminario teológico en Kentucky, y más tarde a la Universidad de Chicago. Fue influenciado profundamente por varios filósofos estadounidenses como William James, George Santayana, pero destacó especialmente la influencia de John Dewey. De estos filósofos adoptó las ideas del pragmatismo, el cual combinó con especial énfasis con el simbolismo, creando así una filosofía única y genuina.
Al regresar a Japón, dedicó buena parte de su tiempo al estudio y a la propagación de esta nueva filosofía de raíz occidental. La base de su filosofía es un espíritu crítico derivado de la combinación de funcionalismo, simbolismo e instrumentalismo, para que fuera útil a la sociedad japonesa, y utilizó esta filosofía pragmática para atacar el naturalismo, movimiento literario que fue muy popular en los últimos años del período Meiji. Por otra parte, defendió la idea de la implantación de la democracia y que debía basarse en el individualismo, los derechos civiles y de los trabajadores, el derecho a voto de las mujeres y el matrimonio igualitario.
En febrero de 1919, se casó con Takanashi Taka, una maestra de inglés y socióloga que también hizo viajó a Estados Unidos por estudios.

Escribió numerosas obras, incluyendo Shosai yori Gaitō ni, Tetsujin Shugi, Waga Hitetsugaku, Kaizō no Kokoromi, Tettei Kojin Shugi y Shōchō Shugi no Bunka e. Posteriormente, sus obras completas fueron recopiladas en cuatro volúmenes llamados Tanaka Ōdō Senshū. Luego abandonar la literatura, se convirtió en profesor en la Universidad de Waseda y la de Rikkyō, desde donde promovió el pragmatismo de la Universidad de Chicago, y también el individualismo liberal democrático.